# Растко Вујисић
Растко Вујисић (Београд) српски је глумац. Познат је по улогама Поред мене, Сенке над Балканом и Поред нас.

## Лични живот
Рођен је у Београду. Глумом се бави од своје четврте године, почиње у позоришту Пуж, где остаје до своје тринаесте године и учествује и у хору Бранка Коцкице. Током средње школе певао је у рок бенду. Завршио је и нижу музичку школу за контрабас. Студира на Факултету драмских уметности. Прве две године студирао је у Бјељини. Поред глуме рекреативно се бави и музиком. Свира бубњеве, клавир, пева, бави се спортовима, жонглирањем, пише песме и кратке приче.
Глумео је у многим београдским позориштима, међу којима су и Бошко Буха, Народно позориште, Југословенско драмско позориште.

## Филмографија
| Год.    | Назив              | Улога |
| ------- | ------------------ | ----- |
| 2010-те |                    |       |
| 2015    | Поред мене         | Раша  |
| 2016    | Сенке над Балканом |       |
| 2020-те |                    |       |
| 2021    | Поред нас          |       |

## Представе
| Представа          | Улога                     |
| ------------------ | ------------------------- |
| Госпођа Министарка | Момак из административног |
| Мушкарчине         | [ 3 ] [ 5 ]               |